# Szerelmem, Hirosima
A Szerelmem, Hirosima (eredeti cím: Hiroshima mon amour) Alain Resnais első játékfilmje, melyet 1959-ben mutattak be.

## Cselekmény
Egy francia filmszínésznő egy háborúellenes dokumentumfilm forgatásán vesz részt Hirosimában. A forgatás vége felé megismerkedik egy japán építésszel. Szerelmük amilyen tiszta, annyira reménytelen. A színésznőben az együttlét alatt felidéződik első szerelme, egy német katonafiú, akivel szülővárosában, a megszállt Nevers-ben szerették egymást. A németet a felszabadulás napján a szeme láttára végezték ki. Őt magát pedig a szégyenletesnek kikiáltott kapcsolat miatt a saját szülei alázták meg.

## Szereplők
| Szerep                 | Színész         | Magyar hangja (1. szinkron) |
| ---------------------- | --------------- | --------------------------- |
| A nő                   | Emmanuelle Riva | Kútvölgyi Erzsébet          |
| A férfi                | Eiji Okada      | Timár Béla                  |
| Anya                   | Stella Dassas   | N/A                         |
| Apa                    | Pierre Barbaud  | N/A                         |
| Német katona (szerető) | Bernard Fresson | N/A                         |

## A film jelentősége az egyetemes filmművészetben
1960 táján éppolyan felszabadító, felfedező hatást tett rám – és egész generációnkra – mint a Négyszáz csapás vagy a Kifulladásig. Míg az előzők a kamera, a színészek, a történet szabad kezelésével, a felelőtlen játékossággal ejtettek lázba bennünket, a Hirosima a szerkesztés szigorúságával, a dokumentumok és az irodalmiasság addig összeegyeztethetetlen szélsőségeinek összepárosításával, a többféle idősík természetes összejátszásával, a zenei szerkesztésmód következetességével ragadott meg. Azok a gyors, váratlan vágások a múltba és vissza, Fusco fúvós kamarazenéjének fenyegető és nosztalgikus, feszített akkordjai jó néhány filmben köszöntek vissza a világ minden táján.
A filmet nemcsak a létrejötte idején bonyolultnak ható, elmélyült emberi, erkölcsi és politikai tartalma, hanem gyökeresen újszerű eszközei, stiláris, filmnyelvi eredetisége is minden idők egyik kiemelkedő filmjévé teszi. Resnais a maga idejében nehezen befogadható formai vívmányait ma már a középszerű televíziós sorozatok is gyakran alkalmazzák.

## Díjak, jelölések
- Oscar-díj (1961)
  - jelölés: legjobb eredeti forgatókönyv (Marguerite Duras)
- Cannes-i filmfesztivál (1959)
  - jelölés: Arany Pálma (Alain Resnais)[4]
- BAFTA-díj (1961)
  - díj: UN award (Franciaország, Japán)
  - jelölés: legjobb film bármely forrásból (Alain Resnais)
  - jelölés: legjobb külföldi színésznő (Emmanuelle Riva)
- Directors Guild of America (1961)
  - díj: legjobb rendezés (Alain Resnais)
- French Syndicate of Cinema Critics (1960)
  - díj: legjobb film (Alain Resnais) megosztva a Négyszáz csapás (1959) c. filmmel
- New York-i Filmkritikusok Egyesülete (1960)
  - díj: legjobb idegen nyelvű film (Franciaország, Japán)